# Otis (Kansas)
Otis é uma cidade localizada no estado americano de Kansas, no Condado de Rush.

## Demografia
Segundo o censo americano de 2000, a sua população era de 325 habitantes.
Em 2006, foi estimada uma população de 311, um decréscimo de 14 (-4.3%).

## Geografia
De acordo com o United States Census Bureau tem uma área de
0,8 km², dos quais 0,8 km² cobertos por terra e 0,0 km² cobertos por água. Otis localiza-se a aproximadamente 621 m acima do nível do mar.

## Localidades na vizinhança
O diagrama seguinte representa as localidades num raio de 16 km ao redor de Otis.